# バイバイ (大塚愛の曲)
「バイバイ」は、大塚愛の19枚目のシングルである。2009年2月25日にエイベックスよりリリースされた。

## 概要
- アルバム『LOVE LETTER』からのリカットシングルで、DVD付きのみの販売で期間限定生産品である。初めて表題曲とインストの2曲だけのシングルであり、初回特典もない。リカットシングルは「黒毛和牛上塩タン焼680円」以来2作目だが、アルバムと全く同じアレンジで収録されるのは今回が初めてである。
- デビューシングル「桃ノ花ビラ」と同時期に制作された曲。「桃ノ花」というワードも何回か登場する。
- ミュージックビデオは初のロサンゼルスにて撮影[2]。

## 収録内容
（全作詞・作曲：愛／編曲：愛×Ikoman）

### CD
1. バイバイ
  - アサヒビール「すらっと」CMソング（本人出演）
2. バイバイ（Instrumental）

### DVD
1. バイバイ（Music Clip）